# Пила 11
«Пила́ 11» (англ. Saw XI) — отменённый американский фильм ужасов режиссёра Кевина Гротерта и сценариста Маркуса Данстэна, одиннадцатая часть серии фильмов «Пила». Главную роль в картине должен был сыграть Тобин Белл. Фильм был запущен в работу в декабре 2023 года, премьера в кинотеатрах США должна была состояться 26 сентября 2025 года. 24 марта было объявлено, что фильм убран из графика релизов.

## Сюжет
По словам одного из продюсеров проекта Орена Каулза, действие фильма будет происходить сразу после событий, показанных в «Пиле X», когда «Сесилия всё ещё жива, а Тобин (Джон Крамер) и Шони (Аманда Янг) всё ещё находятся в чужой стране».

## В ролях
- Тобин Белл — Джон Крамер / Конструктор

## Производство и релиз
Фильм был официально анонсирован 12 декабря 2023 года. Тогда же появились первый постер картины и был опубликован её слоган — «Игра продолжается». Продюсерами проекта стали Марк Бёрг, Орен Каулз, Джейсон Константин. В феврале 2024 года режиссёром одиннадцатого фильма стал Кевин Гротерт; в рамках этой франшизы он снял картины «Пила 6» (2009), «Пила 3D» (2010) и «Пила X» (2023).
В декабре 2023 года Маркус Данстэн — сценарист четвёртого, пятого, шестого и седьмого фильмов франшизы — занялся написанием сценария «Пилы 11».
Первоначально релиз картины должен был состояться 27 сентября 2024 года, но впоследствии был перенесён на 26 сентября 2025 года.
В октябре 2024 года Тобин Белл подтвердил, что вернётся к роли Джона Крамера в одиннадцатом фильме.
18 марта 2025 года стало известно, что из-за внутренних проблем в студии Twisted Pictures фильм застопорился, так как на стадии производства не был написан даже сценарий.
24 марта фильм убран из графика релизов.